# EEL ULF-1
EEL ULF-1 ist ein einsitziges fußstartfähiges Ultra-Leicht-Flugzeug. Konstruktionsunterlagen für den Amateurbau werden von der Entwicklung und Erprobung von Leichtflugzeugen (EEL) vertrieben.

## Geschichte
Die Flugzeugbauingenieure und Mitglieder der Akaflieg Berlin Heiner Neumann und Dieter Reich gründeten 1976 EEL und entwickelten das laufstartfähige, dreiachsgesteuerte Segelflugzeug für den Hangsegelflug und schwache Thermik.
Der Erstflug erfolgte am 7. Oktober 1977 durch Heiner Neumann in Manching im Autoschlepp an einem 80-m-Kunststoffseil.
Der Öffentlichkeit vorgeführt wurde das Flugzeug beim 3. Internationalen Hängegleitertreffen auf der Wasserkuppe. Das Flugzeug erhielt im Juli 1980 die Musterzulassung durch das Luftfahrt-Bundesamt und darf mit einem Luftfahrerschein für Luftsportgeräte geflogen werden.

## Konstruktion
Der freitragende Schulterdecker mit Normalleitwerk ist eine Holzkonstruktion in Fachwerkbauweise. Der einholmige Tragflügel in Rippenbauweise, sperrholzbeplankter Nase und Stoffbespannung hat Störklappen auf der Oberseite. Der im Querschnitt dreieckige Fachwerkrumpf mit gefederter Kufe, Zentralrad und GFK-Sporn ist wie das freitragende Leitwerk stoffbespannt.
Das Cockpit ist mit verschließbaren Bodenklappen für den Fußstart versehen. Im Bug befindet sich eine Tost-Piccolo-Schleppkupplung. Gestartet werden kann per Laufstart, Autoschlepp, an einer Startwinde für Drachenflieger, Flugzeugschlepp oder am Gummiseil.

## Technische Daten
| Kenngröße                       | Daten               |
| ------------------------------- | ------------------- |
| Besatzung                       | 1                   |
| Länge                           | 5,55 m              |
| Spannweite                      | 10,40 m             |
| Höhe                            | 1,75 m              |
| Flügelprofil                    | Wortmann FX 63-137  |
| Flügelfläche                    | 13,4 m²             |
| Flügelstreckung                 | 8,1                 |
| Gleitzahl                       | 16 bei 55 km/h      |
| Geringstes Sinken               | 0,8 m/s bei 40 km/h |
| Leermasse (ohne Rettungssystem) | 55 kg               |
| max. Startmasse                 | 155 kg              |
| Mindestgeschwindigkeit          | 33 km/h             |
| Höchstgeschwindigkeit           | 80 km/h             |
| Bruchlastvielfache              | +6g/–4g             |